# Douvres-la-Délivrande
Douvres-la-Délivrande – miejscowość i gmina we Francji, w regionie Normandia, w departamencie Calvados.
Według danych na rok 1990 gminę zamieszkiwały 3983 osoby, a gęstość zaludnienia wynosiła 372 osoby/km² (wśród 1815 gmin Dolnej Normandii Douvres-la-Délivrande plasuje się na 48. miejscu pod względem liczby ludności, natomiast pod względem powierzchni na miejscu 460.).